# زلاتان لیوبیانکیچ
زلاتان لیوبیانکیچ (انگلیسی: Zlatan Ljubijankić؛ زادهٔ ۱۵ دسامبر ۱۹۸۳) یک بازیکن فوتبال اهل اسلوونی است.
وی همچنین در تیم ملی فوتبال اسلوونی بازی کرده‌است.